# Eupalamus wesmaeli
Eupalamus wesmaeli là một loài tò vò trong họ Ichneumonidae.